# National Security Act of 1947

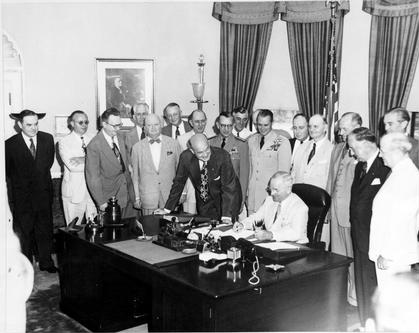
USA:s president Harry S. Truman undertecknar tilläggen till "National Security Act of 1947" i ovala rummet, augusti 1949.

National Security Act of 1947, översatt 1947 års nationella säkerhetsakt, är en amerikansk lag som kongressen antog 1947 som instiftade försvarsdepartementet (ursprungligen benämnt National Military Establishment), flygvapnet, nationella säkerhetsrådet, samt den från militären helt fristående underrättelsetjänsten Central Intelligence Agency (CIA). Krigsministern ersattes av försvarsministern, arméministern och flygvapenministern.

## 1949 års tillägg
1949 års tillägg utökade försvarsministerns befogenheter över försvarsväsendet och fastställde att arméministern, marinministern och flygvapenministern var underställda denne. National Military Establishment bytte också namn till Department of Defense. Den inrättade även befattningarna USA:s biträdande försvarsminister och USA:s försvarschef (som blev fast mötesordförande för Joint Chiefs of Staff).

## Kodifiering
Bestämmelserna i National Security Act of 1947 och tillägget har sedermera kodifierats i titlarna 10 och 50 av United States Code.